# Somnia - Artefici di sogni
Somnia - Artefici di sogni è un fumetto italiano in stile manga scritto da Liza E. Anzen e disegnato da Federica Di Meo. La serie è composta da quattro volumi, che sono stati pubblicati da Panini Comics, sotto l'etichetta Planet Manga, tra il 17 ottobre 2013 e il 24 luglio 2014. Un romanzo prequel di 176 pagine, dal titolo Somnia - La notte dei nove desideri, è stato pubblicato sempre da Planet Manga il 3 aprile 2014. Una seconda serie, dal titolo Somnia - Il gioco del serpente, ha avuto inizio il 7 maggio 2015 e si è conclusa nello stesso mese dell'anno successivo con l'uscita del quarto volume.

## Trama
La serie segue le avventure della giovane Myra Rever a partire dal momento del suo ingresso nella Corporazione dei Creatori, luogo in cui vengono costruiti particolari oggetti chiamati Somnia, in grado di modificare il destino di chi li possiede ed esaudirne il desiderio più grande. Qui Myra si ritroverà ad affrontare, insieme ad altri aspiranti Creatori, esperienze nuove e avvenimenti inaspettati, in un crescendo di misteri e rivelazioni.

## Personaggi
Myra Rever
La protagonista della serie. È una ragazza dai lunghi capelli neri e dagli occhi azzurri che all'inizio della storia diventa un'aspirante Compositrice. Si mostra inizialmente fredda e distaccata, ma cela in realtà molti segreti.
Mathias Reinhart
Il capo della Corporazione dei Creatori. Ha un aspetto gentile e un comportamento molto pacato. È l'unica persona al mondo in grado di generare il liquor, il liquido speciale tramite il quale l'essenza del cliente viene filtrata e depurata dal fiore.
Isabelle Pierrakos
Un membro del corpo direttivo della Corporazione dei Creatori. È una donna bionda che ricopre il ruolo di Magister dei Riparatori.
Ethan Soiffer
Un altro membro del corpo direttivo della Corporazione dei Creatori. Di poche parole e apparentemente gelido, ricopre il ruolo di Magister dei Cristallisti.
Eve
Un'enigmatica bambina dai capelli biondi che ricopre il ruolo di custode della Corporazione.
Jude Madsen
Un amico d'infanzia di Myra che tuttavia ha un rapporto estremamente conflittuale con lei. Definito da Mathias come "il Riparatore dall'essenza immutabile", indossa un monocolo che gli permette di percepire la magia.
Lars Sterne
La guardia del corpo di Mathias. È un membro dei Riparatori che collabora con Jude nella caccia ai Creatori Neri. Possiede una pistola a cui ha dato il nome di Norine e indossa un orecchino dalla forma molto particolare.
Jacques Saurel
Un membro della Corporazione a cui è stato assegnato il compito di seguire Myra durante il suo apprendistato. Appartiene all'ordine degli Immaginatori.
Vince Cohen
Un ragazzo taciturno dai capelli biondi, propostosi insieme a Myra alla Corporazione.
Elize Garnet
Una ragazza apparentemente sempre allegra. Anche lei tenta l'ingresso alla Corporazione con Myra.
Chloe Weiss
Altra candidata con Myra. È una ragazza razionale, che tenta di spiegare ogni cosa tramite la logica.
Seamus Lumière
Un altro ragazzo che vuole entrare a far parte della Corporazione. È una persona priva di cattiveria e dalla particolare leggerezza d'animo.
Theresa Asteria
Un membro dell'Ordine dei Riparatori che talvolta partecipa alle spedizioni dei ragazzi.

## Corporazione dei Creatori
La Corporazione è divisa al suo interno in ordini, ognuno dei quali è associato ad una diversa componente.
Floreali
Si occupano di far germogliare i fiori speciali che costituiscono il cuore del Somnia. La loro dote è "sentire ciò che non fa rumore".
Cristallisti
Modellano i cristalli che fungono da tramite tra l'essenza del cliente e il Somnia. La loro dote è "concepire l'eternità".
Compositori
Uniscono, armonizzandole, tutte le parti del Somnia. La loro dote è "vedere l'insieme".
Meccanisti
Preparano le leghe metalliche per gli ingranaggi. La loro dote è "unire ciò che è diverso".
Immaginatori
Costruiscono il corpus, la struttura adibita a contenere le altre componenti del Somnia. La loro dote è "dare forma all'invisibile".
Riparatori
Riparano i Somnia che hanno smesso di funzionare.
Magister
Persone straordinarie a capo di ogni ordine, considerate luminari nei campi di appartenenza. La loro dote è "valicare i confini".

## Somnia
I Somnia vengono costruiti dai membri della Corporazione dei Creatori e funzionano grazie ad una combinazione magica tra le loro componenti principali. La forma del Somnia è progettata in modo da assomigliare ad un oggetto caro al cliente, in modo da massimizzare l'affinità e facilitare il trasferimento di energia dall'uno all'altro. Un Somnia può, in linea di principio, esaudire qualunque desiderio, ma le regole della Corporazione impediscono la costruzione di Somnia che alterino il destino di persone estranee al committente. Esiste tuttavia una setta di "Creatori Neri" specializzata nella costruzione di Somnia che esaudiscano qualunque desiderio, anche il più abietto. Questi artefatti, noti come Somnia Neri, non sono in grado di trasformare direttamente l'energia del cliente — data l'assenza del liquor come mezzo di trasmissione — e necessitano di una fonte alternativa per funzionare. I Creatori Neri sono considerati fuorilegge e ricercati sia dai membri della Corporazione che dalle autorità religiose. Nella seconda serie viene mostrata la loro sede, un misterioso e oscuro luogo chiamato, per l'appunto, Obscure.

## Premi e riconoscimenti
La serie è stata candidata al premio Gran Guinigi 2014 nella categoria "Miglior Serie".